# Екбас
Екбас (на гръцки: Ἔκβασος, Ekbasos) в древногръцката митология е син на Аргос и Евадна, дъщерята на Стримон. Брат е на Криас, Иас, Епидавър, Пирант и Тирин. Той е баща на Агенор.